# Walter Stählin
Walter Stählin, né le 29 juin 1956, est une personnalité politique suisse, membre de l'Union démocratique du centre. 

## Biographie
De 1988 à 1998 il est membre du Grand Conseil du Canton de Schwytz.
Dirigeant de l'entreprise Stählin Nutzfahrzeuge AG à Lachen, il est également conseiller d'État du canton de Schwytz depuis 2004.

## Lien et références externes
- Andreas Barraud sur la page du gouvernement schwytzois